# Kyrkklocka
För andra betydelser, se Klocka (olika betydelser).

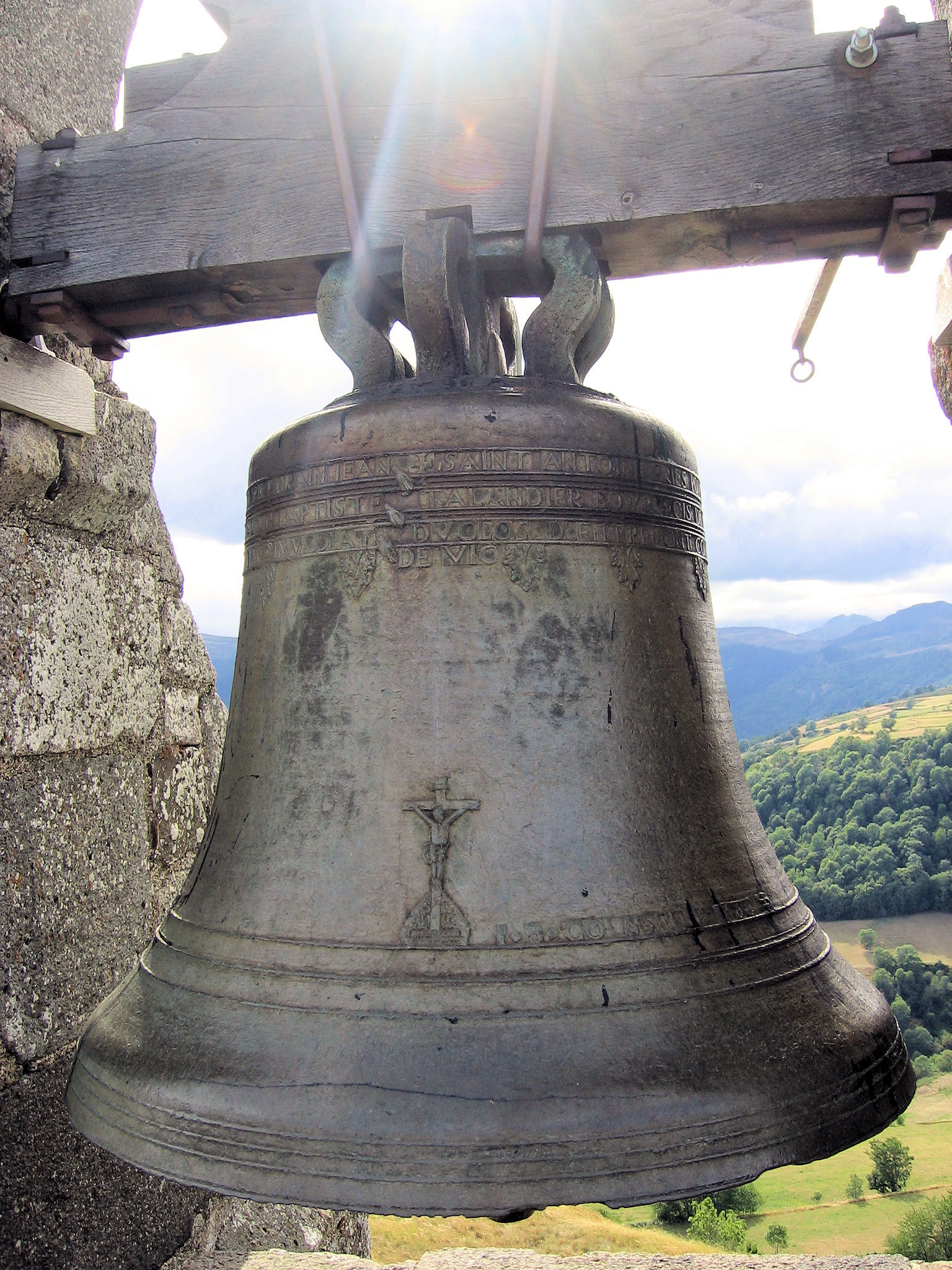
En klocka i Chapelle Saint-Antoine i Cantal, Frankrike

En kyrkklocka är en klocka som används i anslutning till en kyrka, oftast i kyrkans klocktorn, eller i en klockstapel eller kampanil vid kyrkan.
Kyrkklockor, ibland kallade Guds basuner, används inom kristendomen för att sammankalla till gudstjänst, liksom vid begravningar, böner och bönetimmar, åminnelsehögtider med mera. Kyrkklockor har också spelat stor roll inom folktron som fördrivare av onda makter. Kyrkklockor har på grund av tyngd, form, ringningsmetod och legering (om legeringen, form med mera, se mer nedan) ofta kraftig klang som kan höras på mycket långt avstånd. Att de kan höras på över en mils avstånd är inte ovanligt.
Läran om kyrkklockors användning kallas kampanologi. 

## Klockans användning inom andra områden

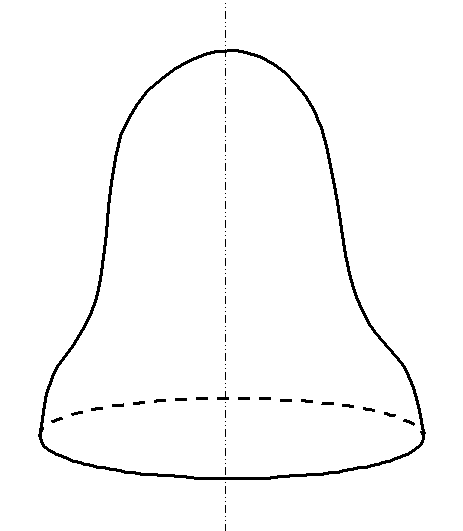
Schematisk skiss över en genomsnittlig klockas form

### Profan användning
Traditionellt har kyrkklockor även haft en profan funktion i det civila samhället, till exempel användes de förr för att sammankalla folk vid katastrofer. En annan profan användning är slagklockor för tornur i rådhus, kyrkor et cetera. Denna användning har dock kyrklig bakgrund, i det att munkarna behövde dessa klockslag för sina regelbundna uppgifter under dagen, som bönestunder och liknande. Slagklockor ingår också i klockspel. Vällingklockan på stora gårdar, som förr användes för att sammankalla gårdsfolket vid middagsservering och liknande är också en civil användning av klockan.

## Historia

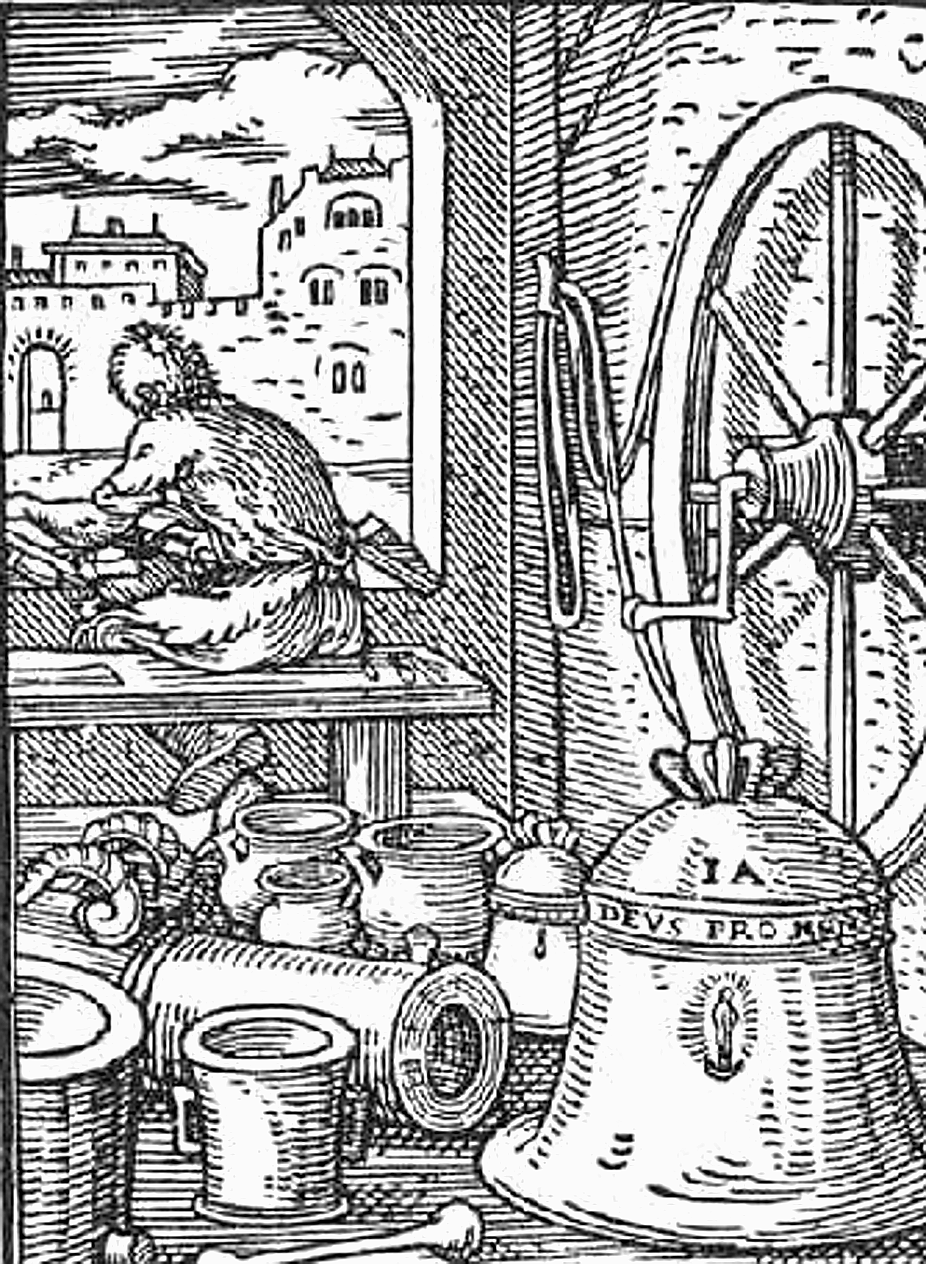
Tyska klockgjutare 1568.

Klockor kom inte att användas inom kristenheten förrän omkring år 535 i Italien. Manteln hade ursprungligen en mer eller mindre cylindrisk form, som traditionella tempelklockor ännu har i Japan, Kina, Thailand med flera, dock inte i det likaledes buddhistiska Myanmar. Fram till 1200-talet var europeiska klockor också mer koniska eller cylindriska (bikupeformade) än idag men med en vidare bräm nedtill, slagringen, och med mer raka former än idag.
Sedan 1300-talet bar klockor oftast inskrifter, ofta på latin. Inskrifterna anger ofta årtal för gjutningen, mästaren och givaren eller beställaren. Prydnader läggs sedan till alltmer på klockans mantelyta och det är ornament, vapenmärken, symboler, såsom korset, duvan med oljekvisten, lammet med korsfanan, sigill, mynt, vallfärdsmärken, ja till och med under senare medeltid skämtbilder. På en klocka i Bringetofta kyrka i Småland ses, utom Kristus på korset, mellan jungfru Maria och Johannes Döparen samt Sankt Lars, även en räv, som blåser för gässen, en gås, som ringer i en klocka, och slutligen en bild av räven, som av gässen hänges i en galge. Detta är en symbolik för kampen mellan det onda och det goda.
På 1200-talet fick kyrkklockorna i väst de mer svängda former som de har än idag med en bredare brädd nertill. En klockas vägg är således tjockast och bredast på den del av omkretsen, där kläppen slår, ungefär längst ner på klockan och avsmalnar sedan från detta ställe uppåt.
En sådan form är fördelaktigt för att få en starkare, länge eftertonande klang ur metallen. Den svängda formen kan dock variera från olika gjuterier och olika klockor och en del klockor har blivit mer svängda än andra tidigare klockor. Skällor och koskällor har behållit klockans ursprungligen mindre svängda form.

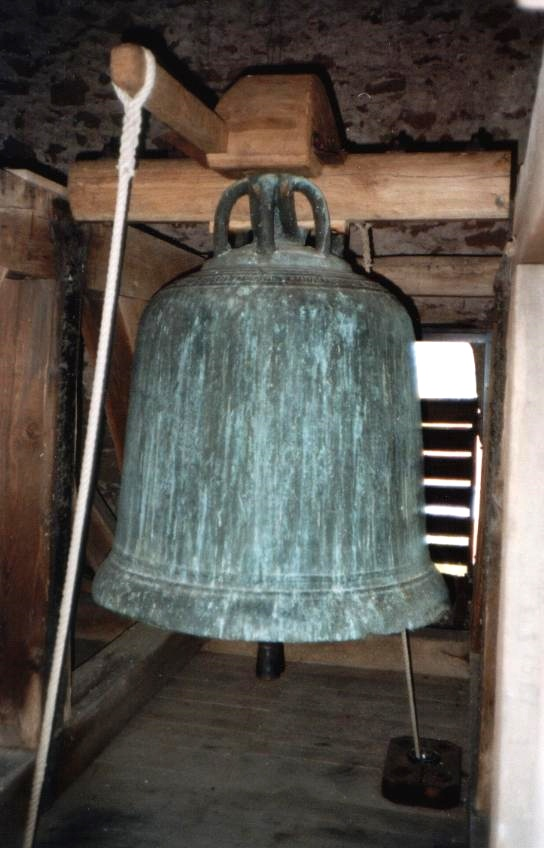
Lullusglocke, gjuten år 1038, är den äldsta daterade klockan i Tyskland och den är typisk för en gammal klocka med avseende på dess form som påminner om en bikupa.

## Form och struktur
Klockan är oftast formad som en omvänd djup skål. Enligt traditionen i västvärlden har den oftast utsvängd bredd nederst, ungefär dubbelt så vid där som högst upp. Klockans vägg, manteln, är då också tjockast längst ner vid slaget (vid slagringen där kläppen slår) och avsmalnar från detta ställe uppåt. En sådan form är fördelaktigast för att frambringa en starkare, länge eftertonande klang (efterklang) ur metallen. En viss legering har också genom historien visat sig bättre klangmässigt för en hög klang, se mer om det nedan under rubriken Tillverkning och stämning.

### Kyrkklockans delar och upphängning

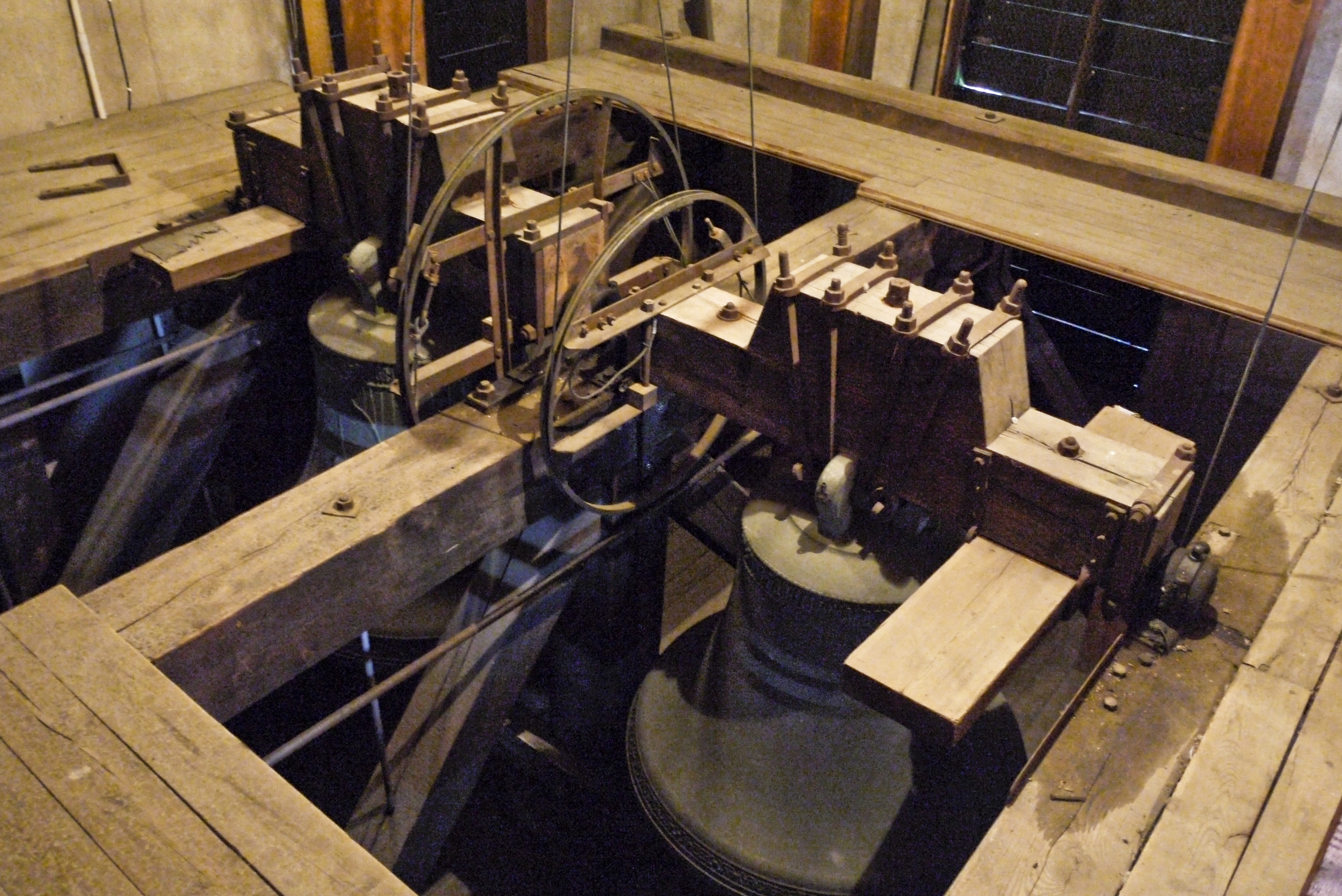
Upphängningen av kyrkklockorna i Bureå kyrka.

Kyrkklockan består av en så kallad mantel, oftast (ofta i västvärlden) kring en tung kläpp av smitt järn inne i klockan. På kläppen finns oftast en slagkula, som vid ringning (se Teknik vid ringningen i västvärlden) slår mot mantelns undre del slagringen. Klockan upphänges i ett kronliknande krön, kronan, som vanligast har fyra öron över en mittbåge och som gjuts samtidigt med den övriga klockan. Upphängningen sker med hjälp av rejäla och grova järnkrampor, som viras runt en horisontell ekbjälke, som kan vridas kring sin axel, en så kallad axel. Axeln hänger lagrad fast på en klockstol, en bockliknande struktur.

### Klockringning

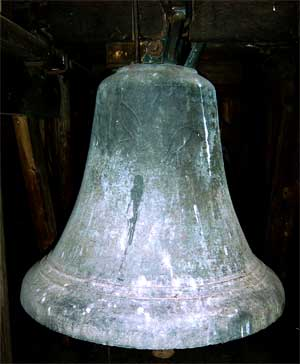
Klocka, gjuten 1250, med en mer modern form än Lullusglocke

Klockringning sker i regel i västvärlden med en inuti klockan hängande kläpp av smitt järn eller på senare tid stål, till skillnad från i Orienten, där det oftast sker utifrån med en fritt hängande stock. Ringning sker dock på olika sätt även inom kristenheten, mer om det finns nedan.
När axeln rubbas ur sin vila, sätts klockan i svängning. Traditionellt och historiskt har detta skett genom dragning i rep. Idag sker det dock vanligen med hjälp av elmotorer i stora delar av världen, men på många håll, till exempel på många håll i Nederländerna och i Tjeckien ännu med handringning. I Sverige under 1940- och 1950-talen var det vanligt att klockorna ringdes av en trampmaskin. På Gotland var kimning vanlig.

### Rak axel och vinkelaxel
Svängande klockor kan vara upphängda i raka eller vinklade axlar. Är klockan upphängd i en rak axel befinner sig klockans upphängningspunkt högre upp än kläppens. Kläppen kommer alltså att röra sig fortare än klockan och på så vis slå på ovankanten när klockan befinner sig i sin vändpunkt. Fördelen med denna upphängning är att klockan ringes upp till 180–200 graders vinkel och därmed kommer ljudet att bättre ut till omgivningen.
Om klockan är upphängd i vinkelaxel befinner sig kläppens upphängningspunkt högre än klockans. Kläppen kommer alltså att röra sig långsammare än klockan och på så vis slå på underkanten när klockan befinner sig i sin vändpunkt. Nackdelen med denna upphängning är att klockan och kläppen krockar eftersom kläppen slår på klockan förrän denna har vänt och börjar svänga åt andra hållet. Klangen blir hård och metallisk. Fördelen med denna upphängning är att klockan inte behöver ringas upp högre än 45 graders vinkel så en klocka i vinkelaxel är lätt att ringa för hand eller trampa. Den ljuder dock inte ut lika mycket från ett kyrktorn eftersom ljudet på grund av klockans vinkel kastas nedåt mer än utåt. Med hjälp av en balanskläpp kan man dock få kläppen att röra sig på samma sätt som hos en klocka på rak axel. Balanskläpp innebär att kläppens fäste sitter något längre från klockans botten, och ovanför fästet är en motvikt placerad. Denna gör så att kläppen trycks uppåt. Detta gör att man kan ringa upp en sådan klocka lika högt som en på rak axel. Exempel på klockor med balanskläpp är Storan och Thornan i Uppsala domkyrka och de 2 största klockorna i Stora Tuna kyrka.
I vinkelaxel väger en klocka i sitt vändläge 1,5 gånger sin egen vikt till skillnad mot den raka axelns 3,5 gånger sin egen vikt.

## Tillverkning, material och stämning
Metaller som traditionellt brukar ingå i legeringen i en klocka brukar vara brons vars i detta fall består av cirka 80 % koppar och 20 % tenn (78 delar koppar och 22 delar tenn förekommer också och är också fördelningen enligt en äldre upplaga av Nordisk Familjebok). Känd som klockmetall, ingår denna legering också som material i de finaste turkiska och kinesiska cymbalerna. Gjutning av klockor kallas klockgjutning.
Styrkan och välljudet i en klockas klang beror på om en tillräcklig och väl blandad metallmassa, det vill säga klockmetall, använts vid gjutningen. Andra material som också kan ingå i stora klockor är mässing och järn.
Under tidig medeltid och under diverse kristider och fattigperioder och på fattigare eller mindre orter och ställen har det dessutom hänt att man har blandat i bly och diverse järnskrot under klockgjutningen, som drygade ut legeringen, eftersom det var svårt att få tag på dyr klockmetall. Det sätter sin prägel på klangen och det kan höras på vissa gamla klockor än idag.
Det har också hänt att man har blandat i guld på grund av folktro, till exempel kastade kurfursten i guldmynt i smältan vid gjutningen av den stora 8,8 ton tunga klockan Susanne i Magdeburgs domkyrka 1702. I artikeln kyrkklockan Emmanuel i katedralen i Paris står en liknande historia om att kvinnor kastade i sina guldringar med mera i smältan. Även silverföremål har tillsatts klockmetallen. Inget av detta har dock någon positiv inverkan på klangen. Den blir inte ädlare för att man blandar i ädlare metaller.
Järnklockor har använts under olika tider och har en mycket svagare klang som inte hörs så långt. Ett exempel på en svagt ljudande klocka på grund av metallen är järnklockan i Peking, vilken byttes ut för 500 år sedan av detta skäl.Det har även förekommit i Europa, bland annat under tidig kristendom, och även ibland när klockgjutare ville prova andra alternativ. I Tyskland har olika legeringar provats. 
Klockgjutarna var ett särskilt skrå som vandrade mellan kyrkbyggen för att undvika transporter av de tunga klockorna. Vid formtillverkningen användes sand, sot och lera/bindemedel samt även hästgödsel för att få gasgenomsläpplighet i formen. Besvärjelser och bönläsning förekom innan gjutningen påbörjades. 

### Stålklockor
I Bochum i Tyskland har stålklockor gjutits, med olika framgång och former har, från 1851 till 1970. Fram till 1950-talet hade 20 000 sådana klockor tillverkats. Beroende på formen har olika bra klang frambringats ur dessa klockor. Klangen blir något mer dämpad hos stålklockor och de får inte lika distinkt och klar slagton (grundton) som hos bronsklockorna. Detta utmärker järnklockorna i ännu högre grad. Stålklockor åldras också snabbt. Tekniken att gjuta stålklockor utvecklades med tiden och man kom fram till att en speciell slagkula behövdes med en liten avsats i koppar, som mildrade slagen mot klockan eftersom kläppen behövde vara tyngre för att höja den dovare klangen hos stålklockorna. Dessutom kom man fram till att stålklockan för att uppnå en bättre klang inte ska hängas upp i en klockkrona utan i en platta istället.

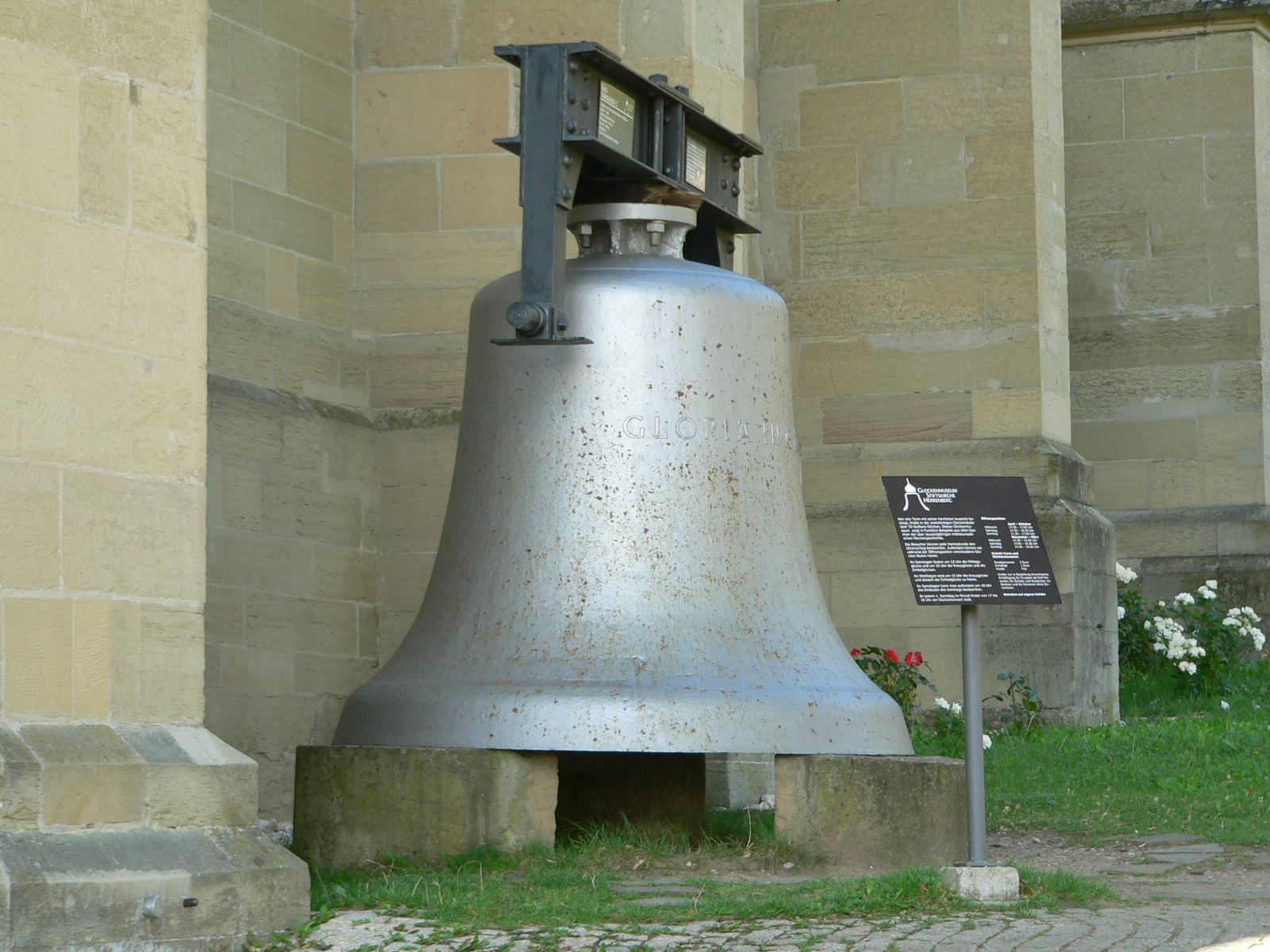
En klocka av stål utanför klockmuseet i Herrenberg i Baden-Württemberg, Tyskland
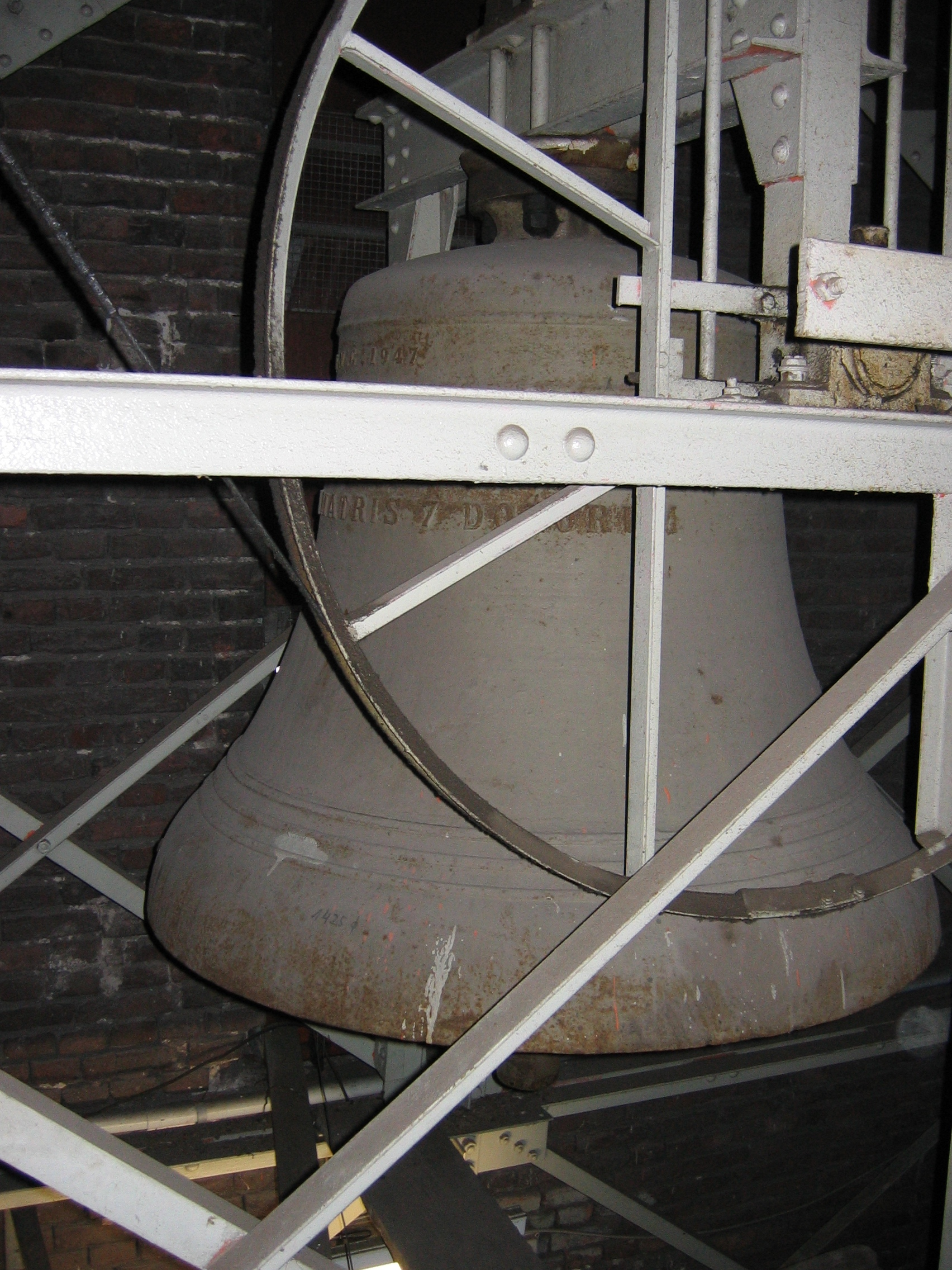
Ännu en stålklocka i Rodenkirchen i Köln, i sin ställning (klockstol) av järn
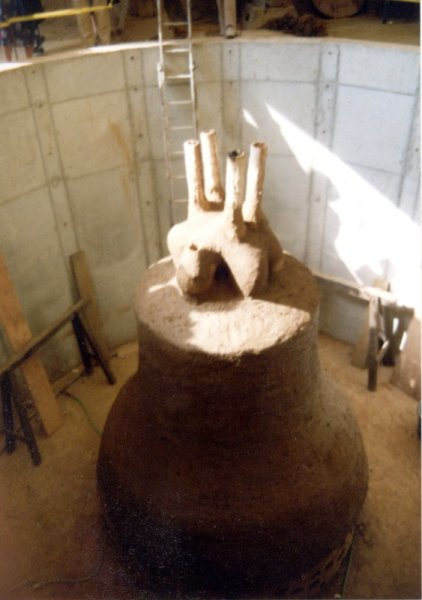
Klockformen vari metallegeringen hälls i vid klockgjutning
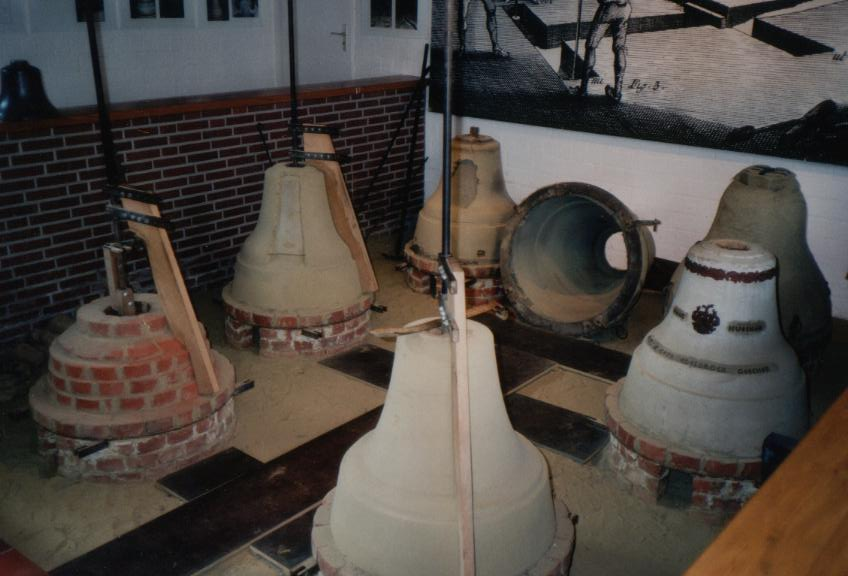
Flera förberedda klockformar före klockgjutningen

### Specialbronsklockor och euphonklockor
Det finns också klockor som tillverkats i en annan (mässings)legering utan tenn och med 92 % koppar i svensk översättning från tyska kallade "specialbronsklockor". I Tyskland tillverkades cirka 3000 sådana klockor bland annat kyrkklockorna i klosterkyrkorna i Freckenhorst i Nordrhein-Westfalen och i Baden-Baden. En annan framgångsrik klockmetall är zink-koppar, och som storklockan i Erzabtei Sankt Ottilien, "ärkeabbotklostret (ärkeabbotdömet) Sankt Ottilien" i Bayern.

### Stämning
Klockor stäms efter gjutningen genom svarvning av den nedre ringen i klockan där kläppen slår så att den får en exakt grundton, men ofta med många övertoner som kan bilda hela ackord. Mindre klockor som handklockor, primklockor, skällor och koskällor, stäms vanligen inte efter gjutningen.
Tonens höjd inom tonskalan bestäms alltså av klockans diameter vid mynningen, slagringen. När en bra klocka rings, ger den en bestämd ton som har högre tonhöjd i samma utsträckning som klockans diameter är mindre (eftersom metallpartiklarnas svängningar blir allt hastigare).

### Klanganalys och samklang med flera klockor
Om man slår på en större klocka högst uppe ovanpå klockan (vars diameter är hälften av mynningens), ger den oktaven. Vid slag på fjärdedelen av höjden (uppifrån räknat) frambringas kvinten. Knackar man sedan ytterligare 1,5 fjärdedelar längre ned, fås tersen; gör man slutligen ett starkt anslag nere vid slagringen, där kläppen slår, ljuder kvinten, tersen samt oktaven (klockans övertoner) samtidigt som ett ackord, liksom klockans grundton. Är tersen för stark eller för svag, så kallas klockan på fackspråk "falsk"; i förra fallet kan det avhjälpas genom filning på insidan, vilket görs efter gjutningen. På så vis stäms alltså klockan genom svarvning (se föregående avsnitt).
Beroende på gjutningen och hur stor klockan är kan olika många övertoner fås ur klockan, det vill säga olika klang frambringas, vilket klockgjutare mer och mer kan. På äldre framförallt stora klockor kan slagringen nötas ut eller sprickor uppstå så att nya övertoner och de andra övertonerna framträder mer vid klockringningen, så att toner intill varandra hörs, varigenom grundtonen inte blir ren hos klockan. Det kan även bero på gjutningen av klockan. Olika legeringar är dessutom olika känsliga för detta.
Vid klockringning genom svängning av hela klockan har även dopplereffekten en viss betydelse för klangen eftersom klockan rör sig. Ska fyra klockor samklinga i ett ackord, bör deras diametrar förhålla sig till varandra som 30, 24, 20, 15 och deras vikt som 80, 41, 24, 10 och motsvarande.

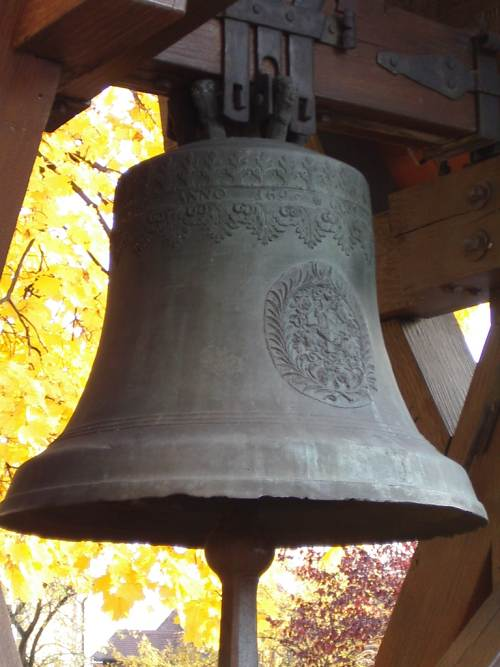
Kyrkklocka från 1695 (med typisk nött och sprucken kant) i stadsdelen Poppenreuth i staden Fürth i Mittelfranken, norra Bayern, Tyskland

### Spruckna klockor
Har en klocka spruckit är dess klang förstörd, och då brukar den vanligen gjutas om. Når sprickan inte ovanför slagringen, kan den dock utsågas, så att den tonfördärvande beröringen mellan sprickytorna upphävs. En svår metod att laga spruckna klockor är upphettning på plats eller på annan plats kombinerat av igensvetsning av sprickan. Det har lyckats till exempel när det gäller den stora medeltida klockan Gloriosa i Erfurt. Även Sankt Petersglocke i Kölnerdomen har igensvetsats på detta sätt.
Gamla klockor är ofta nötta och ojämna vid kanten. Detta beror inte på slitage utan på att kyrkklockor är invigda i kyrkans tjänst genom en helig ritual utförd av en präst. Klockorna var alltså heliga och dess ljud eller metall ansågs av folktron kunna bota sjuka. Det var därför inte ovanligt att man filade en bit och strödde metallspånen i sår. De flesta ringningar sker idag med motordrift, och motorerna är ofta tidsstyrda för morgonringning och helgmålsringning etc. Handringning kan dock fortfarande vara möjlig i kyrkor där stången för repet fortfarande finns kvar bredvid linhjulet som är kopplat till elmotorn. På Gotland är handringning fortfarande vanligt.

### Olika seder kring ringningstekniken
I västvärlden och inom kristendomen används klockan i störst utsträckning i världen. Där är klockans mest traditionella och klassiska form kyrkklockan eller tornklockan. Kyrkklockor och andra klockor hängs nämligen oftast upp i torn av olika slag (till exempel klockstaplar). Därifrån härstammar slagklockor kopplade till tornur, liksom klockspel med mera i klocktorn. 

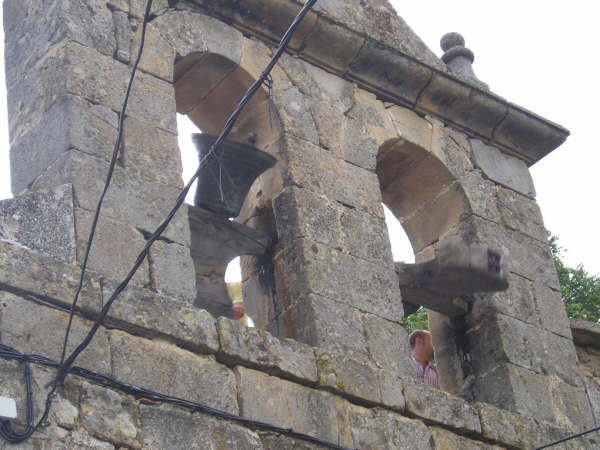
Rullande klockor vid en klockringning i en klockgavel i Spanien, ringda för hand (vilket syns på bilden)

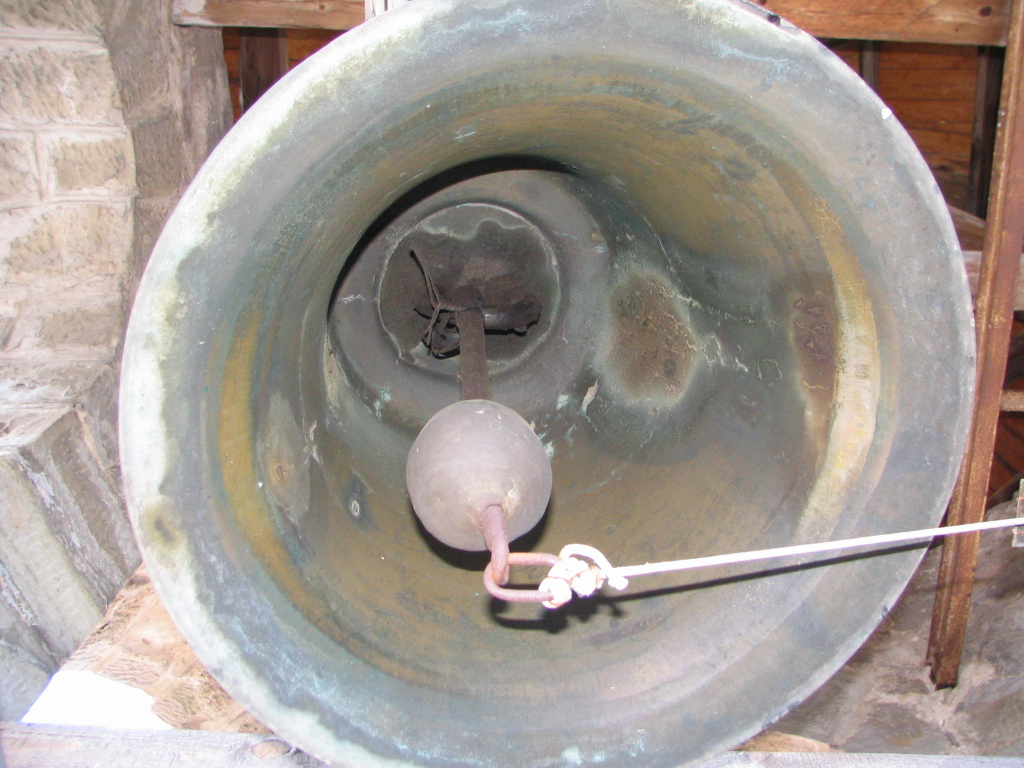
En klocka i en ortodox kyrka i Bulgarien. Här syns repet som är fastsatt i kläppen enligt ortodox sed

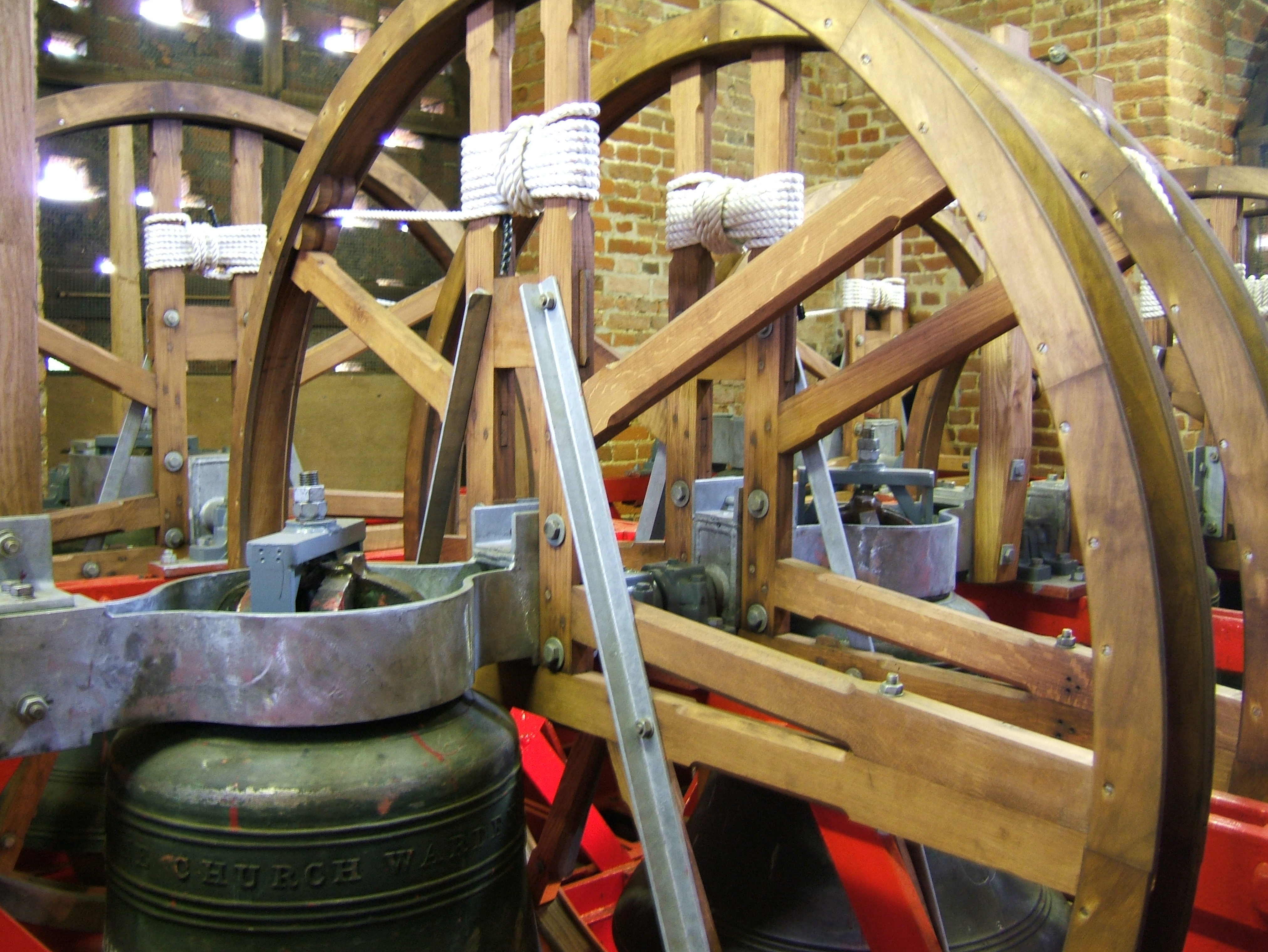
Engelska change ringing-klockor med hjul och rep fastsatta i dem

Ringningen sker i princip i Centraleuropa, Västeuropa (utom i princip Storbritannien), Norden och Italien på så sätt att man enbart svänger fram och tillbaka på den stock som klockan hänger på i klockstolen.
I vissa länder är handringning lättare att åstadkomma på grund av tekniken, till exempel med uppochnedvända klockor, motvikter i form av hjul eller som till exempel i Spanien i form av stora överbyggnader ovanför klockstockarna, i trä, järn etc. (Även vanlig centraleuropeisk ringning fram och tillbaka underlättas också av tyngdkraften när klockan är i gång och faller nedåt. Motvikter förekommer även där och i Sverige. Det sker till exempel i Storbritannien och anglosaxiska länder, i Spanien och Portugal och i Latinamerika och förekommer även i Italien, särskilt i Verona. I Storbritannien underlättas detta dessutom av att klockan kan låsas i uppochnervänt läge med pinnar så kallade stays (se artikeln change ringing).
I Ryssland och i vissa grannländer till Ryssland och i ortodoxa länder, som Grekland, Serbien med flera, underlättas ringningen av att kläppen svängs istället för hela klockan. Kläppen svängs och dras med ett rep eller en tråd från ringaren. Om klockan är ovanligt stor och kläppen därför tung kan denna klocka i dessa speciella fall skötas av en eller ett par ringare, medan de övriga sköter ringningen av de andra klockorna.
I Spanien, Portugal och i Latinamerika är en klockringning vanlig där kyrkklockan rullar runt hela varv vid ringning (idag både genom handringning och med motorer) och det underlättas alltså av nämnda motvikter ovanför klockstocken. Ibland sker sådan ringning efter traditionell klämtning med snören i kläppen.
I Storbritannien är det vanligt med handringning efter ett visst mönster, så kallad change ringing, som underlättas av ett stort hjul fastsatt i axeln vid sidan av klockan och av en pinne så kallad stay en möjlighet att hålla klockan uppochnervänd. Först rings klockorna liksom i Spanien upp i uppochnervänt läge och sedan är det lättare att sköta ringningen framåt och tillbaka med tyngdkraftens hjälp och det kan ske efter speciella mönster. Uppringningen (ringing up) sker skalenligt från den minsta klockan till den största (det vill säga vanligast från den högsta tonen till den lägsta), medan change ringing innebär att de olika klockornas slag inte löper efter varandra skalenligt utan löper efter varandra enligt ett mönster. Ringning i skalor förekommer på liknande vis även i Italien med vissa variationer.
För change ringing är klockorna uppställda i en ring i tornet "klockring" (a ring of bells), varvid repen till klockorna också hänger i en ring. En klockring kan bestå av fyra till sexton klockor.

## Klockringningsseder
Under den katolska tiden i Sverige (och än idag i katolska länder) ringdes i klockorna enligt katolska seder, det vill säga morgonringning, middags- eller Angelusringning (böneringning för Ave Maria) och aftonringning varje dag, samt helgmålsringning dagen före helg (detsamma som aftonringning, men ofta med större klockor) och flera ringningar vid mässor under vardagar, söndagar och helgdagar. Under söndagar och helgdagar hölls flera mässor på morgonen fram till middagen. Det är bakgrunden i både protestantiska och katolska kyrkors olika klockringningstraditioner och de varierar i olika kyrkor.
Det har förekommit att klockringning används i andra syften än religiösa. Under andra världskriget användes klockringning i Sverige för att varna folket. Under efterkrigstiden har klockringning i enstaka fall använts för att störa politiska manifestationer eller allmänna sammankomster, samt i 10 minuter i december 2020 i samband med Coronavirusutbrottet 2020–2021 i Sverige för att hedra de som dött, vilket sades vara mycket ovanligt.
I Riddarholmskyrkan i Stockholm, som inte längre är en församlingskyrka, pågår en Serafimerringning oavbrutet under en timme på begravningsdagen för en riddare eller ledamot av Serafimerorden.
Liturgiskt har klockor ansetts och anses av vissa kristna symbolisera apostlarna och deras kallelse till folket, kallelsen till Guds rike eller tonen från himlen.

### Ringning
Det finns olika ringningsseder i Sverige, såväl som i världen. De traditionella ringningarna som ofta rings är angelusringning, morgon- och aftonringning, som ringer in morgonen respektive kvällen, samt sammanringning inför gudstjänst och mässa. Inför veckans huvudgudstjänst rings ofta förstgångsringning och angångsringning, ibland även tredjegångsringning/prästringning. Dessa ringningar rings inför huvudgudstjänsten, ofta en timma, en halv timma samt en kvart innan utsatt tid, följt av sammanringningen. Klockorna kan även användas i liturgin, under bland annat konsekreringen av nattvardens gåvor, Te Deum och Gloria in excelsis Deo m.m. Helgmålsringning är även en vanligt förekommande ringning, då klockorna ringer in helgen.

## Andra seder

### Klockdop
Invigning – benediclio – av klockor brukar förrättas av stiftets biskop eller hans ställföreträdare med ceremonier, liknande dopet, och kallades klockdop. Sedan klockan tagits ur formen, stänktes den nya klockan med saltblandat vatten, omgiven av ljus och blommor; och sju gånger korstecknades utsidan med helig olja, fyra gånger smordes insidan med krisma. Sedan välsignades den med brinnande timjan, rökelse och myrra. Samtidigt fick klockorna ofta namn. Påven Johannes XIII kallade en av honom invigd klocka efter sig själv; den stora klockan i Lunds domkyrka hette Maria Laura. En annan klocka, från Bollebygd i Västergötland (nu i Statens historiska museum) har namnet Katarina. Reformatorerna, bland annat Martin Luther, var under reformationen mycket emot denna ceremoni, som inte av dem ansågs ha stöd i Bibeln.

### Folklore kring klockor
Enligt medeltida uppfattning (och även senare inom folktron och folkloren) fick klockan genom anknytningen till kyrkan och genom det mystiska dopet en mystisk makt: jättarna kunde inte tåla klockljudet, demonerna flydde på grund av den, blixt och storm kunde inte skada den, med mera. Valdemar Atterdag skall på sitt yttersta ha anropat "den stora klockan i Lund". Denna tro avspeglar sig även i många klockinskrifter, såsom den av Friedrich Schiller citerade: Vivos voco, mortuos plango, fulgura frango ("Levande kallar jag, döda jag sörjer, blixten jag bräcker").
Då klockorna i folktron ansågs ha en sådan makt, förstår man bättre varför fråntagna och förlorade klockor i forna dagar kunde betyda mycket för människor. Se bland annat Stenkyrka på Tjörn, anledningen till att Klockupproret uppstod i Dalarna, samt sägnen om Örkelljunga kyrkklocka, som gett upphov till Örkelljunga kommuns vapen.

## Klockgjutare i Sverige
Längre tillbaka i tiden fanns ett flertal klockgjutare i Sverige, runtom i landet. Dessa har således gjutit många av de svenska klockorna. I senare tid finns det två klockgjuterier i Sverige som gjuter klockor; Ohlssons klockgjuteri i Ystad, samt Bergholtz klockgjuteri i Sigtuna. Klockor gjuts inte i lika stor utsträckning idag som det gjorde förr, då flera kyrkor byggdes, men dessa klockgjuterier har gjutit och gjutit om klockor även nu i senare tid. 

## Sveriges största klockor
En tabell över några av Sveriges största klockor. Sveriges största kyrkklocka hänger i Uppsala domkyrka. 
|   | Klocka      | Kyrka                                | Vikt (kg) | Ton   | Gjutare           |
| - | ----------- | ------------------------------------ | --------- | ----- | ----------------- |
| 1 | Storan      | Uppsala domkyrka                     | 7360      | fiss0 | Gerhard Meyer     |
| 2 | Storklockan | Tyska S:ta Gertruds kyrka, Stockholm | 6000      | g0    | J.G Grosse        |
| 3 | Storklockan | Göteborgs domkyrka                   | 5550      | giss0 | M&O Ohlsson       |
| 4 | Storklockan | Storkyrkan, Stockholm                | 5200      | aiss0 | Jurgen Putensen   |
| 5 | Storklockan | Kristine kyrka, Falun                | 4200      | a0    | N.P Linderberg    |
| 6 | Storklockan | Västerås domkyrka                    | 4078      | giss0 | Gerhard Meyer     |
| 7 | Storklockan | Stora Kopparbergs kyrka, Falun       | 4080      | giss0 | Isaac Rockman d.ä |

## De största klockorna i världen och i Europa

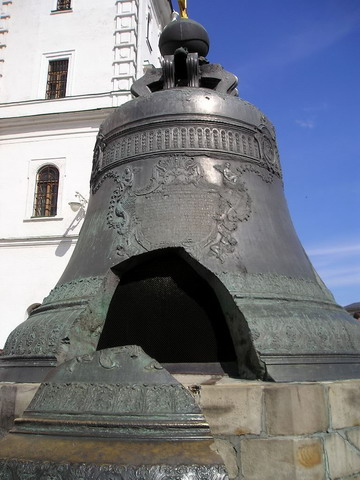
Tsarklockan i Kreml i Moskva

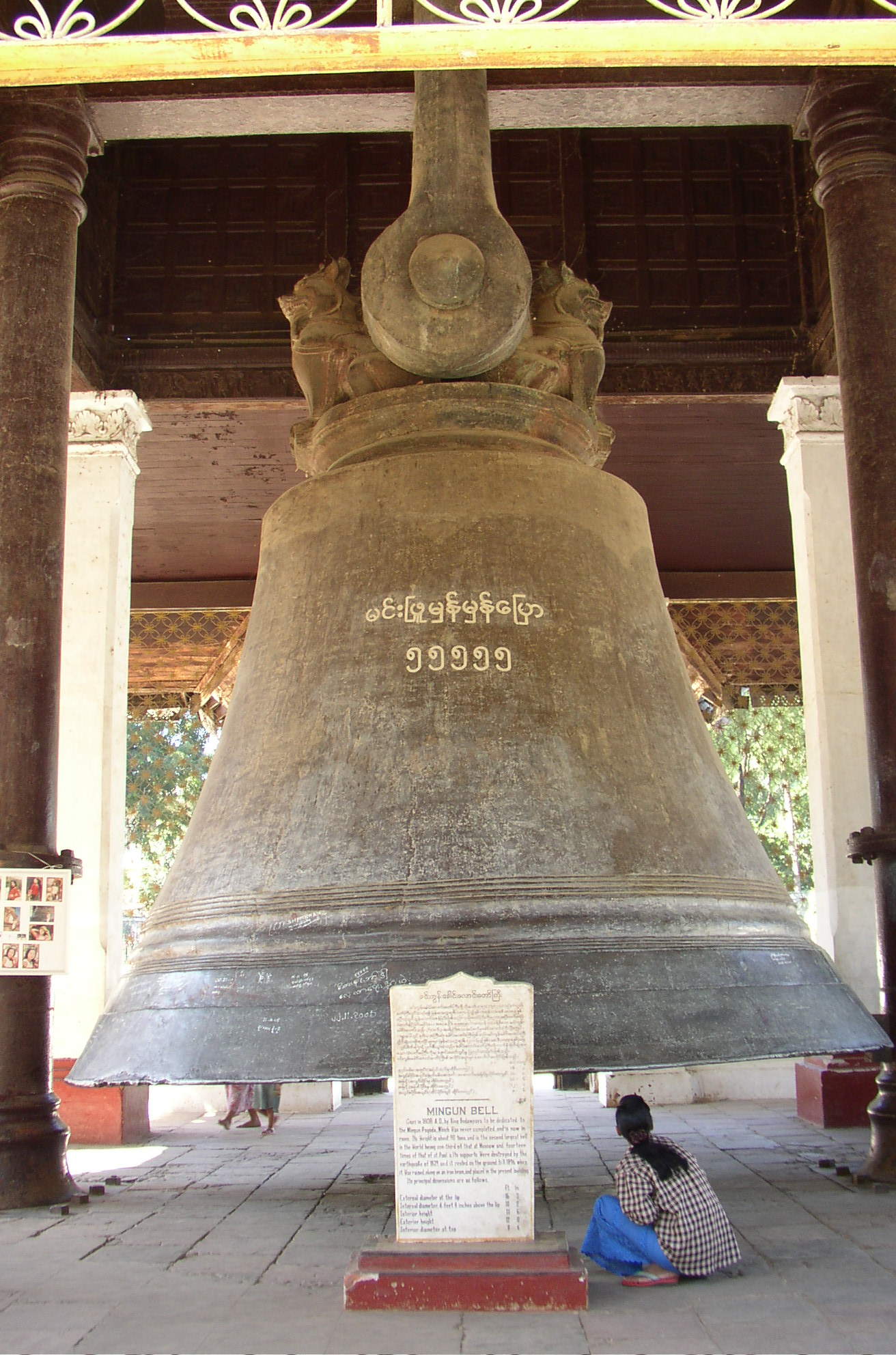
Mingun-klockan i Mingun i Burma väger 55 555 viss, eller 97 ton. Klockans storlek framgår av bilden om man jämför med kvinnan som sitter framför den

Stora och berömda klockor är bland annat följande klockor ordnade efter tyngd:
- Tsarklockan (Tsar Kolokol) i Kreml i Moskva
- Mingunklockan i Myanmar
- Järn- och bronsklockorna i Peking (se Trum- och klocktornen i Peking)
- Stora tempelklockor i Osaka och Kyoto i Japan
- Gotenba
- Millennium Bell eller World Peace Bell i Kentucky USA
- Sankt Petersglocke i Kölnerdomen
- Kung Seongdeoks klocka i Sydkorea
- Pummerin i Stefansdomen i Wien
- Big Ben, slagklocka för tornuret i Westminsterpalatset (parlamentshuset) i London
- Emmanuel i Notre-Dame de Paris
- Storan, storklockan i Uppsala domkyrka

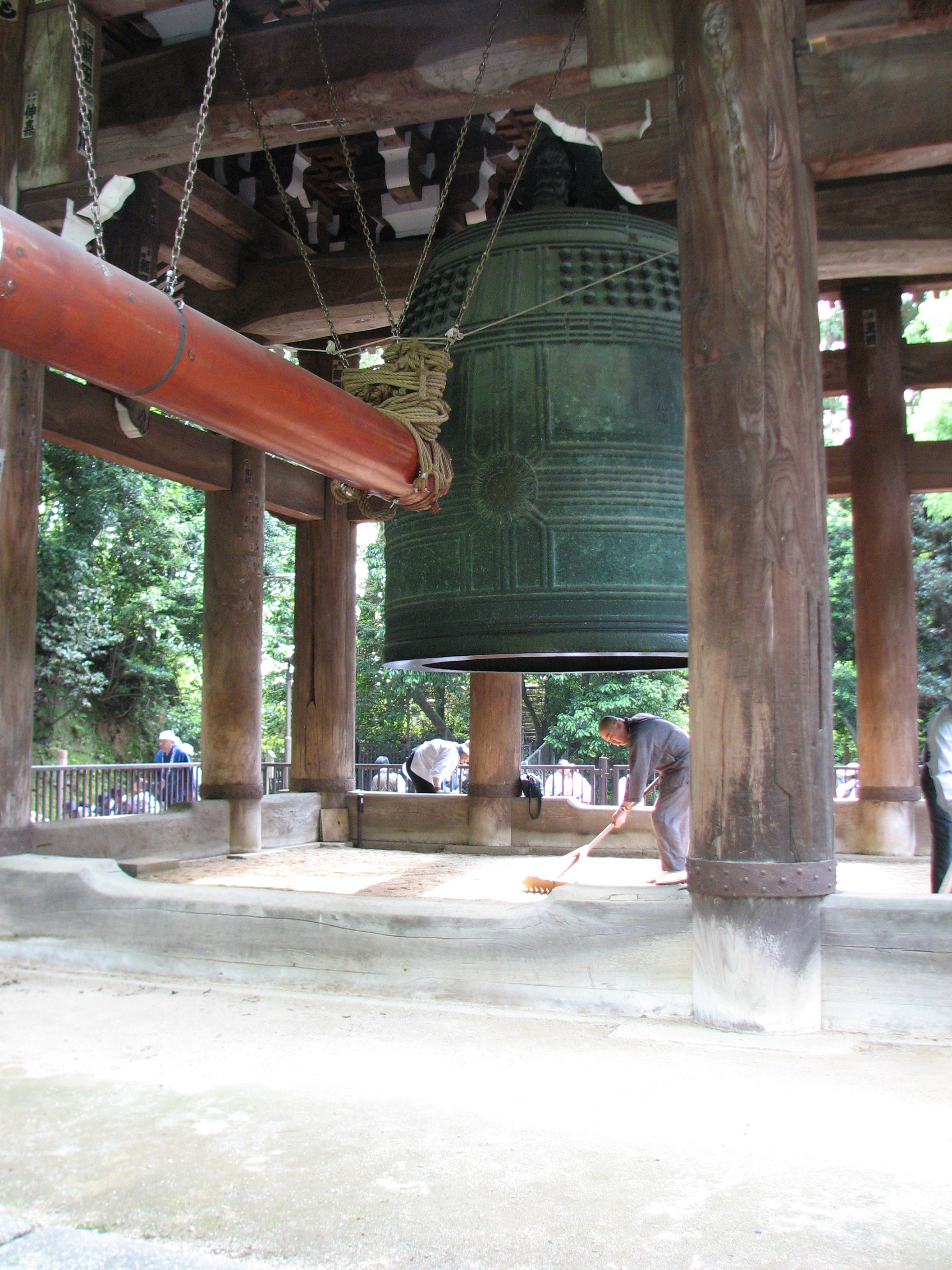
Den stora Chionin-klockan i Kyoto, Japan. Klockans storlek är tydlig om man jämför med mannen under klockan på bilden
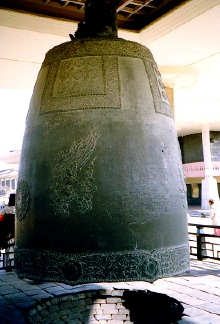
Kung Seongdeoks klocka i Sydkorea
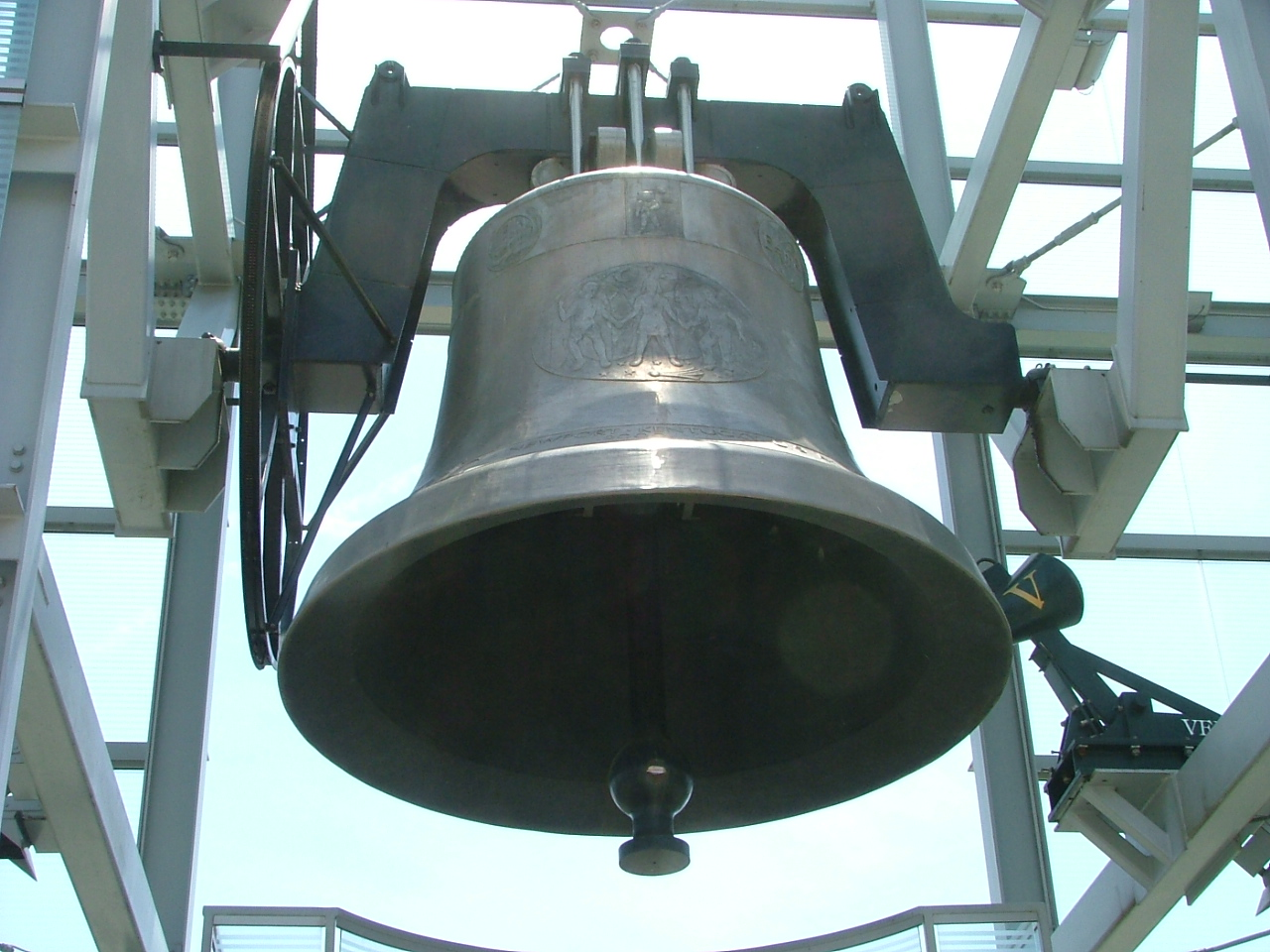
Monument Millennium Bell eller World Peace Bell I Kentucky
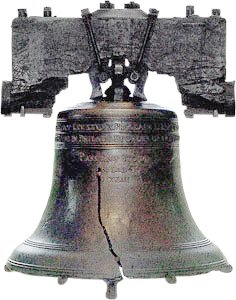
Liberty Bell i Philadelphia, Pennsylvania

## Fotnoter

### Webbkällor
- Klocka i Nordisk familjebok (andra upplagan, 1911)
- www.russianbells.com, med uppgifter om de största klockorna i världen och om klockgjutning (engelska)
- Bronsklockgjutning och tillverkning av tillbehör för ringningen (tyska)
- Kruszewski-brödernas klockgjuteri i Wegrow, Polen (engelska) (polska) (tyska)
- Jan Felczyński klockgjuteri i Przemysl, Polen
- Klockmuseet i Herrenberg (tyska)